# Silvia Heredia Martín
Silvia Heredia Martín (Écija, 24 d'agost de 1979) és una política espanyola membre del Partit Popular. Ha sigut diputada per Sevilla per a les X i XII legislatures.

## Biografia

### Professió
És llicenciada en ciències del treball per la Universitat de Còrdova i màster en prevenció de riscos laborals, i diplomada en Relacions Laborals per la Universitat Pablo de Olavide.

### Carrera política
Des de 2007 és regidora a l'ajuntament d'Écija. El 20 de novembre de 2011 va ser elegida diputada per Sevilla al Congrés dels Diputats fins al 19 de desembre de 2015. Posteriorment va reelegida el 7 de juliol de 2016.